# Royal Trux
Royal Trux est un groupe de rock indépendant américain, originaire de Washington D.C. Il est formé en 1987 par Neil Hagerty (ex-Pussy Galore) et Jennifer Herrema. Le groupe est resté actif jusqu'en 2001.

## Biographie
Adolescent, Hagerty se joint au groupe de garage punk Pussy Galore, mené par Jon Spencer, puis se relocalise à New York. En ce temps, dans Pussy Galore, Hagerty gagne en notoriété. Hagerty tentera par la suite de vivre sa vision artistique avec sa compagne, Jennifer Herrema, sous le nom de Royal Trux.
Hagerty et Herrema publient leur premier album, Royal Trux, en 1988. Puis, après avoir déménagé à San Francisco, Royal Trux publie le double-album expérimental Twin Infinitives. Après Twin Infinitives, Royal Trux sort un album non-titré parfois considéré sous le titre Skulls.
Par la suite, Hagerty et Herrema sont rejoints par le guitariste Michael Kaiser et le batteur Ian Willers pour un quatrième album, Cats and Dogs. Pendant le succès de Nirvana en 1991, Royal Trux signe un contrat avec le label Virgin. En 1995, ils sortent Thank You, enregistré presque en direct depuis leur studio avec le producteur David Briggs. Sur leur nouveau label Drag City, le groupe publie Accelerator. Il est suivi par l'album Veterans of Disorder en 1999, et Pound for Pound en 2000. Royal Trux sort le triple-album Singles, Live, Unreleased.
Le groupe cesse ses activités en 2001. En janvier 2009, Drag City réédite les deux premiers albums de Trux, Royal Trux et Twin Infinitives en format vinyle.
Deux concerts de réunion sont annoncés pour le 16 août 2015 à l'Observatory de Santa Ana, en Californie, dans le cadre du festival Berserktown, et le 19 décembre au Webster Hall de New York,. Ils sont aussi annoncés au Ace of Cups de Columbus, dans l'Ohio, dans le cadre du festival Helter Swelter Music le 24 septembre 2016, et se réunissent au Royaume-Uni au Victoria Warehouse le 28 mai 2017.

## Membres
- Neil Hagerty - guitare, chant
- Jennifer Herrema - chant

## Discographie

### Albums studio
- 1988 : Royal Trux (Royal)
- 1990 : Twin Infinitives (Drag City)
- 1992 : Untitled (Drag City)
- 1993 : Cats and Dogs (Drag City)
- 1995 : Thank You  (Virgin)
- 1997 : Sweet Sixteen (Virgin)
- 1998 : Accelerator (Drag City)
- 1999 : Veterans of Disorder (Drag City)
- 2000 : Pound for Pound (Drag City)
- 2019 : White Stuff (Fat Possum Records)

### Singles et EP
- 1998 : 3-Song EP (Drag City)
- 2000 : Radio Video (Drag City)

### Compilations
- 1997 : Singles, Live, Unreleased
- 2002 : Hand of Glory
- 2017 : Platinum Tips and Ice Cream